# Daniel Aguilar
Daniel Aguilar Muñoz (Guadalajara, 6 febbraio 1998) è un calciatore messicano, centrocampista del Caracas.

## Caratteristiche tecniche
È un centrocampista difensivo.

## Carriera
Cresciuto nel settore giovanile dell'Atlas, debutta in prima squadra il 28 aprile 2019 in occasione dell'incontro di Liga MX perso 1-0 contro il Pachuca; nel mercato estivo del 2020 viene ceduto in prestito per una stagione al Puebla.
Nel 2024 si trasferisce al Caracas, nella prima divisione venezuelana.

## Statistiche
Statistiche aggiornate al 18 aprile 2020.

### Presenze e reti nei club
| Stagione        | Squadra         | Campionato      | Campionato | Campionato | Coppe nazionali | Coppe nazionali | Coppe nazionali | Coppe continentali | Coppe continentali | Coppe continentali | Altre coppe | Altre coppe | Altre coppe | Totale | Totale | Totale |
| Stagione        | Squadra         | Comp            | Pres       | Reti       | Comp            | Pres            | Reti            | Comp               | Pres               | Reti               | Comp        | Pres        | Reti        | Pres   | Reti   |        |
| --------------- | --------------- | --------------- | ---------- | ---------- | --------------- | --------------- | --------------- | ------------------ | ------------------ | ------------------ | ----------- | ----------- | ----------- | ------ | ------ | ------ |
| 2018-2019       | Atlas           | LMX             | 2          | 0          | CM              | 0               | 0               |                    | -                  | -                  |             | -           | -           | 2      | 0      |        |
| 2019-2020       | Atlas           | LMX             | 4          | 0          | CM              | 1               | 0               |                    | -                  | -                  |             | -           | -           | 5      | 0      |        |
| 2020-2021       | Puebla          | LMX             | 19         | 1          | -               | -               | -               |                    | -                  | -                  |             | -           | -           | 19     | 1      |        |
| Totale carriera | Totale carriera | Totale carriera | 25         | 1          |                 | 1               | 0               |                    | -                  | -                  |             | -           | -           | 26     | 1      |        |